# Sonnengesellschaft Speicher
Die Sonnengesellschaft Speicher wurde im Oktober 1820 als Verein in der Gemeinde Speicher im Kanton Appenzell Ausserrhoden gegründet. Als Lesegesellschaft im Geiste der Volksaufklärung gingen von ihr entscheidende und überregional beachtete Initiativen und Impulse zur Förderung des Schulwesens, der Mädchenbildung, der Lehrlingsunterstützung, des allgemeinen Volkswohls und zum Kampf gegen die Armut aus. Die Sonnengesellschaft hat auch über 200 Jahre nach ihrer Gründung einen wichtigen Stellenwert im kulturellen Leben von Speicher.

## Geschichte
1820 gründete alt Landesfähnrich Johann Heinrich Tobler, der Komponist des Appenzeller Landsgemeindeliedes, zusammen mit 17 Gesinnungsgenossen die Sonnengesellschaft Speicher. Sie trat zunächst unter dem Namen «Gesellschaftlicher Verein zur Sonne» an die Öffentlichkeit. Ziel war gemäss Statuten der «engere Kontakt gebildeter und bildungsliebender Männer zum Zwecke gegenseitiger Unterhaltung und Belehrung». Tagungsort war in den Anfängen das Wirtshaus zur Sonne, später das Gasthaus Krone. In den ersten Jahrzehnten ihres Bestehens war die Sonnengesellschaft mit ihrem fortschrittlich-liberalen Boden im sozialen und politischen Bereich aktiv.
Lesegesellschaften waren eine Erfindung der Aufklärung und verbreiteten sich ab 1750 im städtischen Bürgertum, vereinzelt auch in der ländlich-reformierten Oberschicht. In der Aufbauzeit des neuen demokratischen Staates liberaler Prägung erreichten sie in Appenzell Ausserrhoden nach 1830 zunehmend breitere Bevölkerungsschichten. Dass dies früher als in anderen Regionen der Schweiz geschah, hat mit besonderen personellen Konstellationen unter anderem im Austausch mit der Oberschicht der reformierten Stadt Zürich einerseits und andererseits mit anstehenden politischen Reformen im Zuge der Helvetik zu tun.
Die Sonnengesellschaft ist die älteste noch existierende Lesegesellschaft in Appenzell Ausserrhoden. In Speicher sowie in vielen anderen Gemeinden haben die Lesegesellschaften bis heute (Stand: August 2022) einen hohen Stellenwert. Die Sonnengesellschaft hatte allerdings kaum je – im Gegensatz zu anderen Dörfern – den Charakter eines direkten politischen Akteurs oder Parteiersatzes. Dennoch wurde das Tagesgeschehen kritisch diskutiert, und es wurden Ideen eingebracht, wie etwa zuhanden der Revisionen des Landbuchs bzw. der Kantonsverfassung in der ersten Hälfte des 19. Jahrhunderts.

### Frauen in der Sonnengesellschaft
Über 100 Jahre lang war die Sonnengesellschaft ein reiner Männerverein. Frauen waren zwar bei gesellschaftlichen Anlässen willkommen, aber als Mitglieder nicht erwünscht. 1953 hielt erstmals eine Frau einen Vortrag, jedoch nur als Vertretung ihres verhinderten Mannes. Beim 175-Jahr-Jubiläum im Jahr 1995 zählte die Sonnengesellschaft 160 Mitglieder. Inzwischen waren weibliche Mitglieder selbstverständlich. Das zeigte sich darin, dass mit Margrith Rekade-Giger (1993–2002) und darauf Gabriela Sigrist-Zöllig (2002–2009) zwei Präsidentinnen der Vereinigung vorstanden.

## Tätigkeit der Gesellschaft
Der ursprüngliche Zweck der Lesegesellschaften war die gemeinsame Lektüre und Besprechung von Schriften. In den ersten Jahrzehnten leistete die Sonnengesellschaft nachhaltige Beiträge auch auf den Gebieten der Armenfürsorge, des kirchlichen Lebens, der Volkshygiene, des Schulwesens, einer Privat-Brandversicherungsgesellschaft oder der Pflege der allgemeinen Volksbildung mit teilweise ausgeprägt patriotischer Ausrichtung. Die «Anstalt zur Beförderung der Kartoffelanpflanzung» von 1831 stellte Armen nicht nur Saatkartoffeln zur Verfügung, sondern auch Anbaufläche und unterrichtete Bezüger in den Anbaumethoden. Bezüger mussten sich lediglich dazu verpflichten, nach der Ernte die bezogene Menge an Saatkartoffeln zurückzuerstatten.
Im Gegensatz zu ähnlichen Vereinigungen nahm die Sonnengesellschaft schon früh Kontakt mit gleichgesinnten Gesellschaften auf, wie etwa mit der Nachbargemeinde Trogen oder dem «wissenschaftlichen Verein St. Gallen».
Im Laufe des 20. Jahrhunderts entfiel die Lektüre aber vollständig. Auch die gemeinnützige Ausrichtung, mit wenigen Ausnahmen wie der Lehrlingsunterstützung über einen zweckgebundenen Fonds, geriet zunehmend in den Hintergrund. Die Tätigkeit verlegte sich spätestens nach dem Zweiten Weltkrieg fast ausschließlich auf die Organisation von Vortragsabenden mit Diskussionsmöglichkeit und von Exkursionen. Es ging dabei vorwiegend um naturwissenschaftliche, historische und politische Aktualitäten, dazu heimatkundliche Themen und zunehmend auch um kulturelle.
Zu Beginn ihrer aktiven Tätigkeit stellte die Sonnengesellschaft ihren Mitgliedern Lesestoff zur Verfügung. Erste Zeitschriften zirkulierten unter den Mitgliedern, und das Angebot wurde bald schon erweitert. 1823 entstand die Vereinsbibliothek, deren Bücherbestand durch Geschenke und durch Zukäufe kontinuierlich wuchs. 25 Jahre nach der Gründung umfasste er gegen 600 Bände, beim 60-Jahr-Jubiläum zählte er bereits über 1000, kurz darauf 1600. Ab den 1960er-Jahren verlor die Bibliothek zunehmend an Bedeutung und fristete vor ihrer Auflösung 2003 ein unbeachtetes Dasein in einem Schrank. 2004 wurde auch die Tradition der zirkulierenden Lesemappen mangels Interesse aufgegeben. Sie enthielten jeweils eine festgelegte Auswahl an abonnierten Zeitschriften und konnten von den Mitgliedern für eine festgelegte Zeitspanne zum Lesen behalten werden, bevor sie dem nächsten Mitglied weitergegeben werden mussten.

## Sonnengesellschaft heute
Die verschiedenen Fondskassen mit teils überholten Zweckbindungen wurden 1911 und 1997 zum «Allgemeinen Sonnengesellschafts-Fonds» zusammengelegt. Dessen Zweck ist die lokale Unterstützung sozialer Anliegen, die Gewährung von Überbrückungshilfen für Private und Familien in wirtschaftlichen Notsituationen, sowie die Förderung kultureller Anliegen. Unterstützungsanliegen werden auf Gesuch hin geprüft. Der Fonds wird durch allfällige Überschüsse aus der Kasse der Sonnengesellschaft sporadisch geäufnet.
Seit 2013 ist die Sonnengesellschaft Betreiberin der Webseite «WikiSpeicher», eines lokalen Wikis auf der Basis der Software von Wikipedia. Die Idee für dieses Wiki entstand 2009 anlässlich des Jubiläums 700 Jahre Speicher, auf der vor allem die so genannte oral history (Erzählte Geschichte) in Wort und Bild Erinnerungen, Ereignisse, Fakten oder auch Ideen festgehalten wird. Entstanden ist die Webseite als Resultat des Projektes «Wissen sichern». Ziel der Webseite ist es, das «kulturelle Gedächtnis» des Dorfes zu sein.
Die Sonnengesellschaft gehört 2022 mit rund 170 Mitgliedern zu den tragenden Pfeilern des Vereinslebens in Speicher. Sie veranstaltet jährlich zwischen zehn und zwölf Veranstaltungen. Seit mehreren Jahren, vor allem seit der Präsidentschaft von Peter Abegglen (2010), widmet sich die Gesellschaft wieder ihrer ursprünglichen Aufgabe der «Mehrung des Wissens». Im Gegensatz zu den Gründerjahren geht es heute darum, das Wissen aus der Informationsflut zu ordnen und Interessierten einfacher zugänglich zu machen. Dabei werden jegliche «Wissensgebiete» berücksichtigt: die klassischen Wissenschaften sowie alle Disziplinen aus dem Kunst- und Kulturbereich. Auch veranstaltet die Sonnengesellschaft im Zweijahresrhythmus den seit ihren Ursprüngen legendären «Chläusler» als geselligen Anlass zu Beginn des Monats Dezember.

## Persönlichkeiten
Besonders in ihrer Gründungszeit, aber auch später haben bedeutende Persönlichkeiten in der Sonnengesellschaft gewirkt. Neben Johann Heinrich Tobler sind etwa der Textilkaufmann Georg Leonhard Schläpfer, Landeshauptmann Johann Ulrich Zuberbühler, Johann Jakob Tanner oder der Arzt Gabriel Rüsch zu nennen. Später gehörten ihr u. a. der nachmalige Nationalrat Georg Baumberger, und als Präsidenten Regierungsrat und Nationalratspräsident Arthur Eugster oder der Kantonsschulprofessor Arnold Eugster an.